# Arenal Sound
 (novembre 2019).
Si vous disposez d'ouvrages ou d'articles de référence ou si vous connaissez des sites web de qualité traitant du thème abordé ici, merci de compléter l'article en donnant les références utiles à sa vérifiabilité et en les liant à la section « Notes et références ».
Le Festival Arenal Sound est un festival de musique indépendant qui se tient sur la plage El Arenal dans la ville espagnole de Burriana, en province de Castellón. Il se déroule, depuis 2010, pendant la première semaine d'août. 

## Histoire
La première édition du festival Arenal Sound s'est déroulée du 27 juillet au 1er août 2010. Son but était de faire entrer le Arenal Sound Festival sur la scène des festivals nationaux[réf. nécessaire] en présentant des artistes connus tels que The Cranberries, Lori Meyers ou Armin Van Buuren. Bien que l'impact de cette première édition n'ait pas été à la hauteur des espérances de ses organisateurs, il est devenu en un peu plus de quatre ans le festival le plus important d’Espagne[réf. nécessaire].
En 2011, le festival a accueilli 160 000 spectateurs pendant cinq jours, soit 32 000 personnes par jour. Cette année-là, le festival a présenté notamment les artistes suivants : Scissor Sisters, Vetusta Morla, Calvin Harris et Love of Lesbian. 650 emplois ont été créés, avec un impact économique de 12 millions d’euros[réf. nécessaire]. 
En 2012, le festival accueille 54 000 spectateurs par jour. Cette année, les artistes Two Door Cinema Club, Kaiser Chiefs, Crystal Fighters ou Kakkmaddafakka sont présents.
Arenal Sound a connu une affluence record en 2013 qui en a fait le plus grand festival espagnol[réf. nécessaire], avec 280 000 festivaliers pendant les quatre jours du festival, soit 70 000 personnes par jour. L'affiche de cette année comporte notamment Steve Aoki, Editors, The Kooks, ou encore The Sticker. 
La cinquième édition en 2014 a de nouveau connu une affluence importante[Combien ?], et le festival a proposé plusieurs surprises[Quoi ?], avec notamment la participation de Placebo, Love of Lesbian, Russian Red et Miss Caffeina.
L'édition de 2015 a eu lieu du 28 juillet au 2 août dans des conditions météorologiques dégradées qui ont causé des dégâts dans les zones de camping ainsi que l'annulation de certains concerts et de deux jours du festival. Cependant, les festivaliers ont pu profiter de 4 jours de fête et de musique, se terminant avec des artistes tels que Mika, Nervo, Sandro Ávila, Everything Everything et Vinai, entre autres. La participation a été d'environ 260 000 visiteurs.

## Concours
- Boys contest qui permet au groupe gagnant de se produire au festival et d'obtenir un prix de 500 €.
- Concours Barco qui met en jeu des billets d'entrée pour une nuit sur le bateau Arenal Sound en participant à un vote sur la page Facebook du festival.